# Động Hàm Rồng
Động Hàm Rồng là động trong núi Hàm Rồng thuộc thôn Hàm Rồng, thị trấn Mường Khương huyện Mường Khương tỉnh Lào Cai, Việt Nam.
Hang thuộc dạng karst trong núi đá vôi. Động Hàm Rồng được Bộ Văn hóa, Thể thao và Du lịch xếp hạng là di tích quốc gia theo quyết định số 15/2003/QĐ-BVHTT ngày 14/04/2003.

## Vị trí địa lý
Lúc công nhận di tích cấp quốc gia thì động Hàm Rồng ở thôn Na Bủ xã Tung Chung Phố huyện Mường Khương. Sau này điều chỉnh hành chính dẫn đến động Hàm Rồng ở núi Hàm Rồng thuộc thôn Hàm Rồng thị trấn Mường Khương.
Động Hàm Rồng ở cách trung tâm hành chính huyện Mường Khương cỡ 1,5 km hướng đông đông bắc. Từ chợ Mường Khương thì đi hướng bắc tới thôn Hàm Rồng. Thị trấn Mường Khương ở cách Ngã ba Bản Phiệt 22°30′54″B 104°01′57″Đ / 22,51502°B 104,032481°Đ  cỡ 40 km hướng bắc theo Quốc lộ 4D.
Động Hàm Rồng cùng với Thác Tà Lâm 22°44′57″B 104°06′03″Đ / 22,749263°B 104,100745°Đ của thị trấn Mường Khương hợp thành nhóm các điểm tham quan kỳ thú ở vùng cao biên giới Lào Cai.

## Tên gọi Hàm Rồng
Trong thực tê tên gọi Hàm Rồng được đặt cho núi và hang động ở nhiều đia phương. Tại Sa Pa cũng đã có Núi Hàm Rồng, cũng là một điểm du lịch hấp dẫn tại Sa Pa.
Ngay tại Mường Khương Động Hàm Rồng cũng được giới thiệu kèm theo các hang khác, trải ra các xã Tung Chung Phố, Nấm Lư, Cao Sơn... của huyện.